# نوفاكي
نوفاكي (بالإنجليزية: Nováky)‏ هي بلدة و municipality of Slovakia تقع في سلوفاكيا في Prievidza District.[بحاجة لمصدر] يقدر عدد سكانها بـ 4,424 نسمة .

## المدن التوأمة
مدينة بيوتشين هي مدينة توأمة لـنوفاكي.